# Beschlussempfehlung
Als Beschlussempfehlung wird eine vorbereitete Empfehlung für ein Gremium  bezeichnet, die noch der Abstimmung bedarf. Durch die hinreichende Vorbereitung in Ausschüssen werden häufig die Beschlussempfehlungen tatsächlich ohne Änderungen im Plenum beschlossen. Beschlussempfehlungen sind typisch für Parlamentsarbeit, z. B. im Bundestag gemäß § 93a Abs. 2 BTGO, in Landtagen, aber auch in Vorstands- und Aufsichtsratssitzungen von Kapitalgesellschaften üblich. Ist die Empfehlung vollständig ausformuliert und mit einer ggf. notwendigen Begründung versehen, spricht man auch von einer Beschlussvorlage. Beschlussvorlagen, die in einem Gremium, insbesondere in gerichtlichen Spruchkörpern von einem abstimmungsberechtigten Mitglied dieses Gremiums verfasst sind, werden auch als Votum bezeichnet.